# Azat-le-Ris
Azat-le-Ris (tiếng Occitan: Asac lo Riu) là một xã của tỉnh Haute-Vienne, thuộc vùng Nouvelle-Aquitaine, miền trung nước Pháp.